# Man'yōgana
 (février 2010).
Si vous disposez d'ouvrages ou d'articles de référence ou si vous connaissez des sites web de qualité traitant du thème abordé ici, merci de compléter l'article en donnant les références utiles à sa vérifiabilité et en les liant à la section « Notes et références ».
 (septembre 2014).
- Si vous ne connaissez pas le sujet, laissez ce bandeau (vous pouvez alors contacter les auteurs).
- Si vous supprimez le contenu mis en cause (vous pouvez préalablement contacter les auteurs),

argumentez précisément cette suppression dans la page de discussion
(un manque de référence n'est pas un argument ; une recherche réelle de référence doit avoir été effectuée, être formellement documentée).

Développement des hiraganas à partir des man'yōgana.

Katakanas et leurs équivalents man'yōgana (les segments de man'yōgana adaptés en katakana figurent en rouge).

Les man'yōgana (万葉仮名), sinogrammes dérivés des kanjis, sont l'ancienne forme des kanas japonais et sont apparus durant la période Nara (710-794). Le terme man'yōgana provient du Man'yōshū (万葉集, « Anthologie des innombrables feuilles »), une anthologie poétique de l'ère Nara[réf. nécessaire] ; celle-ci est d'ailleurs écrite elle-même intégralement en caractères man'yōgana.
Le principe fondamental des man'yōgana a été d'utiliser les kanjis tantôt pour leur valeur phonétique, c'est-à-dire sans prendre en compte leur signifié et tantôt pour le mot qu'il représente. Il en résulte que plusieurs kanjis distincts pouvaient être utilisés pour rendre le même son, et, dans la pratique, les lettrés utilisaient souvent les associations de kanjis les plus heureuses. Les kanjis utilisés pour les man'yōgana ont abouti aux hiraganas et aux katakanas. Les hiraganas sont en effet des man'yōgana écrits de façon cursive et les katakanas sont issus d'éléments extraits des man'yōgana, syllabaires développés par des moines bouddhistes dans l'optique de faciliter la lecture des sûtras. Dans certains cas, pour une syllabe donnée, le man'yōgana qui a abouti à son équivalent hiragana actuel n'est pas le même que celui du katakana équivalent à cet hiragana. Par exemple, le hiragana る ru est dérivé du man'yōgana 留, tandis que le katakana ル ru provient du man'yōgana 流.
L'étude des man'yōgana montre qu'ils peuvent représenter plus de sons que les hiraganas et les katakanas, à raison de 8 voyelles contre les 5 actuellement en vigueur. Le recours à de multiples kanjis pour une unique syllabe a également donné naissance aux hentaigana (変体仮名), écriture alternative des hiraganas. Toutefois, les hentaigana ont été officiellement abandonnés en 1900.
À l'heure actuelle, les man'yōgana apparaissent encore dans certains dialectes régionaux. De même, il est encore possible de rencontrer des ateji (当て字), phénomène comparable aux man'yōgana puisqu'il s'agit d'utiliser des kanjis pour leurs valeurs phonétiques (par exemple 倶楽部 pour kurabu, « club »).